# Basudevi
Basudevi (nep. बासुदेवी) – gaun wikas samiti w zachodniej części Nepalu w strefie Seti w dystrykcie Doti. Według nepalskiego spisu powszechnego z 2001 roku liczył on 597 gospodarstw domowych i 3269 mieszkańców (1649 kobiet i 1620 mężczyzn).